# Xylica caligulata
Xylica caligulata är en insektsart som beskrevs av Ludwig Redtenbacher 1906. Xylica caligulata ingår i släktet Xylica och familjen Bacillidae. Inga underarter finns listade i Catalogue of Life.